# Fran García (calciatore 1992)
Francisco García Solsona, detto Fran (Vila-real, 7 dicembre 1992), è un calciatore spagnolo, difensore dell'Anorthōsis.